# アルモグ・コーヘン
アルモグ・コーヘン（Almog Cohen 、1988年9月1日 - ）は、イスラエル・南部地区ベエルシェバ出身の元プロサッカー選手。元イスラエル代表。現役時代のポジションは、ミッドフィールダー。

## クラブ経歴
2006年夏、マッカビ・ネタニヤFCと契約を結んだ。2010年2月、クラブは2010年夏にコーヘンが1.FCニュルンベルクに移籍することが内定したと発表。
2010-11シーズン第3節・ハンブルガーSV戦でスタメン出場しブンデスリーガデビュー。第20節のハンブルガーSV戦でチーム2点目となる初ゴールを挙げ2-0の勝利に貢献した。
2013年7月30日、FCインゴルシュタット04と3年契約を結んだ。2016年4月22日、契約を2018年まで延長。
2019年6月25日、マッカビ・ネタニヤFCに4年契約で移籍した。
2022年2月14日、現役引退を表明した。

## 代表
U21年代からイスラエル代表に選出されている。

## タイトル
インゴルシュタット
- 2. ブンデスリーガ (1):  2014-15